# Doris Gutewort
Doris Gutewort (* 3. Dezember 1954 in Berlin) ist eine ehemalige deutsche Leichtathletin, die sich auf den Diskuswurf spezialisiert hatte.

## Sportliche Karriere
Doris Gutewort startete bis 1981 für den OSC Berlin, von 1982 bis 1984 für den LAC Quelle in Fürth, von 1985 bis 1987 für den MTV Ingolstadt und ab 1988 für die LAV Bayer Uerdingen/Dormagen. Bei den Deutschen Meisterschaften wurde sie von 1979 bis 1983 viermal Zweite hinter Ingra Manecke, 1984 und 1985 belegte sie den dritten Platz. Ihre Bestweite von 63,60 Meter erzielte Doris Gutewort am 29. Mai 1982 in Fürth.
Doris Gutewort trat zwischen 1977 und 1987 bei zwölf Länderkämpfen im Nationaltrikot an.
Doris’ Schwester Marlies Gutewort war 400-Meter-Hürden-Läuferin.